# Sophie Watts
Pour les articles homonymes, voir Watts (nom de famille).
Sophie Watts est une productrice et magnat des médias britannique. Elle est l'un des membres fondateurs du studio de cinéma STX Entertainment, dirigé par l'homme d'affaires et producteur Robert Simonds. Elle est actuellement présidente de STX Entertainement,. Ce studio de cinéma est entièrement financé par le géant du fonds d’investissement américain TPG Growth, l'entreprise chinoise Hony Capital, et de huit individus à valeur nette élevée parmi lesquels se trouve la cinéaste et philanthrope Gigi Pritzker et l'homme d'affaires William Wrigley, Jr. II.

## Vie personnelle
Sophie Watts est née à Londres en Angleterre. Elle est la fille de la productrice de vidéoclip et de film musicaux Tessa Watts (en) (une des pionnières de l'industrie des vidéoclips chez Virgin Records) et du journaliste rock Michael Watts. Elle a grandi à Londres puis dans la région du Bedfordshire et a étudié au Gonville and Caius College et à l'Université de Cambridge. Elle est diplômée d'un master d'histoire avec mention First-Class Honours (mention honorifique équivalent de la mention très bien en France) et a été récompensé en reconnaissance de son travail en tant que chercheur. Depuis 2017 elle est en couple avec Allison Adler.

## Début de carrière
Au début de sa carrière, Sophie Watts a travaillé dans la production de vidéoclips et dans la production musicale avec des artistes tels que Paul McCartney, Elton John, U2, Beyoncé, Madonna, et Mariah Carey. Elle s'est installée à Los Angeles en 2007, où elle a travaillé en tant que productrice et responsable de financement de projets de films incluant le documentaire Bully. Le film a reçu la récompense Producers Guild of America (PGA) Stanley Kramer en 2013, récompensant les productions et les individus qui "sensibilisent l'opinion publique sur les enjeux importants de notre société". En 2014, le film avait été vu par plus de 3,5 millions d'élèves du secondaire aux États-Unis.

## STX Entertainment
En 2011, Sophie Watts a commencé à travailler avec Robert Simonds alors que ce dernier commençait à monter une nouvelle entreprise dans les domaines cinématographique, audiovisuel et médiatique. Cette entreprise avait pour but de « faire, commercialiser et distribuer des films commerciaux aux castings prestigieux ». Couvert par la société de capitaux privé TPG Growth l'entreprise s'est développée et a su attirer les investissements de la société à capitaux privés chinoise Hony Capital ainsi que ceux de la réalisatrice et philanthrope Gigi Pritzker, ou encore de l'homme d'affaires William “Beau" Wrigley. En 2014, l'entreprise a annoncé qu'elle avait obtenu un financement d'un milliard de dollars pour réaliser 10 films « publicitaires » par an et qu'elle fonctionnerait comme un studio de cinéma nouvelle génération. Le studio a ensuite conclu un marché de trois ans avec Huayi Brothers, l'une des plus grandes entreprises cinématographiques de Chine, qui a permis au studio STX de coproduire et distribuer entre 12 et 15 films par an. La même année, le studio a recruté une série de producteurs de cinéma et de responsables média, comme l'ancien président des studios Universal Pictures Adam et Oren Aviv, ancien chef de production et de marketing de Disney,. Parmi les autres dirigeants principaux de STX se trouvent l'ancien directeur d'exploitation du conglomérat américain Viacom Entertainment Tom McGrath, qui assure la fonction de directeur d'exploitation du studio et enfin l'ancien PDG de Crest Animation Noah Fogelson.
En 2014, Sophie Watts figurait en haut de la liste des meilleurs négociateurs de contrats d'Hollywood publiée par le magazine Variety Magazine pour son travail chez STX. En septembre 2015, elle annonce que STX Entertainment venait d'embaucher Kathy Savitt, ancienne cadre de Yahoo!, afin de diriger le nouveau projet numérique de l'entreprise.
Sophie Watts est créditée comme producteur exécutif de State of Affairs, série télévisée diffusée en heure de grande écoute sur la chaîne NBC, avec les actrices  Katherine Heigl et Alfre Woodard, nommée aux Academy Award. La série a fait ses débuts sur les écrans de télévision le 17 novembre 2014 avec une audience moyenne de 8,6 millions de téléspectateurs,..